# 戴上假睫毛
《戴上假睫毛》（日语：つけまつける）是Kyary Pamyu Pamyu的首張單曲。2012年1月11日由日本華納音樂發售。

## 音樂影片
音樂影片繼前作「PONPONPON」的田向潤擔當。2011年12月7日在日本華納音樂的官方YouTube網站公開。音樂影片播放次數在YouTube多達5000万回以上。舞蹈教學由MAIKO、髮型和妝容由冨沢ノボル、衣服由飯嶋久美子、美術裝飾由増田セバスチャン擔當。

## 收錄曲
（全作詞・作曲・編曲：中田康貴）
1. つけまつける [4:19]
  - テレビドガッチ「豆しぱみゅぱみゅ」CM歌曲
  - 千葉電視台・Being制作「MUSIC FOCUS」1月度結尾曲
2. きゃりーANAN [3:18]
  - 「an」CM歌曲
3. チェリーボンボン（extended mix）

## 發售日一覧
| 地域 | 發售日        | 規格                 |
| ---- | ------------- | -------------------- |
| 世界 | 2011年12月7日 | 携帯端末向けフル配信 |
| 日本 | 2012年1月11日 | CD                   |

## 備註
1. ↑  . スペースシャワーTV. 2012-01-11  [2011-12-21]. （原始内容存档于2019-11-16） （日语）.
2. ↑  . ナタリー. 2011-12-07  [2011-12-21]. （原始内容存档于2019-12-07） （日语）.

## 外部連結
- YouTube上的「つけまつける」公式ミュージック・ビデオ
- 日本華納音樂介紹網頁
  - 初回限定盤 （页面存档备份，存于）
  - 通常盤 （页面存档备份，存于）